# Antonio Machado
Antonio Cipriano José María y Francisco de Santa Ana Machado Ruiz, cunoscut ca Antonio Machado (n. 26 iulie 1875 - d. 22 februarie 1939) a fost un poet modernist spaniol, aparținând generației lui 98 din literatura spaniolă. Este fratele lui Manuel Machado. Antonio Machado este considerat unul dintre marii poeți spanioli ai secolului al XX-lea.

## Biografie
S-a născut la 26 iulie 1875, Sevilla, Spania. Ajunge profesor de franceză la Soria, Baeza și Segovia. În 1927 devine membru al Academiei Regale Spaniole.
Susținător al guvernului republican, în momentul începerii Războiului Civil din 1936 se retrage la Valencia și apoi la Collioure, Franța unde va muri în 22 februarie 1939.

## Opera
Opera sa reprezintă o sinteză a modernismului spaniol prin asimilarea experiențelor oferite de poezia spaniolă veche și mai nouă, lirica hispano-americană modernă, simbolismul și parnasianismul francez, precum și a sugestiilor cântecului folcloric andaluz.
De asemenea, scrierile sale reprezintă rezultatul transfigurării solitare a motivelor lirice: inexorabila curgere a timpului, amintirea elegiacă a iubirii pentru soția dispărută prematur.
Se remarcă refugiul în universul visului, spiritualizarea peisajului auster Castilian ori andaluz, dar și ancorarea în realitatea politică și socială a Spaniei republicane.
În arta sa de matură simplitate și rafinament, se reliefează stăpânirea desăvârșită a cuvântului, bogăției coloristice a imaginilor și a cadențării ritmurilor, tinzând către esențializare.

### Scrieri
- Soledades (Singurătăți, 1903)
- Soledades y otras poemas (Singurătăți și alte poeme, 1907)
- Galerías. Otros poemas (1907)
- Campos de Castilla (Câmpiile Castiliei, 1912)
- Poesías completas (Poezii complete, 1917)
- Nuevas canciones (Cântece noi, 1924)
- Cancionero apócrifo (Canțonier apocrif, 1926)
- Poesías completas (Poezii complete, 1936)
- Juan de Mairena (1936)
- Abel Martín (1943)
- Los complementarios (Complementare, 1957)

Amintirile care le-a avut din copilăria petrecută într-o locuință închiriata în Palatul de las Dueñas de los Duques de Alba de Sevilla au marcat poezia lui cea mai intimă. Următoarele versuri fac parte din poezia cea mai cunoscuta a lui Antonio Machado:
```
¿Tu verdad? No, la Verdad,
y ven conmigo a buscarla.
La tuya, guárdatela.
```

Împreună cu fratele său, Manuel Machado, a creat o operă dramatică variată:
- Desdichas de la fortuna (Nefericirile soartei, 1926)
- Julianillo Valcárcel (1927)
- Don Juan de Mañara (1927)
- La Lola se va a los puertos (Lola se duce în port, 1929)